# Pexopsis dongchuanensis
Pexopsis dongchuanensis là một loài ruồi trong họ Tachinidae.